# فرد كارل
فرد كارل (بالإنجليزية: Fred Carl)‏ هو لاعب كرة قاعدة أمريكي، ولد في 8 سبتمبر 1858 في بالتيمور في الولايات المتحدة، وتوفي بنفس المكان في 13 يناير 1899.

## وصلات خارجية
- فرد كارل على موقعبيزبول رفرنس.كوم (الدوري الرئيسي) (الإنجليزية)
- فرد كارل على موقعبيزبول رفرنس.كوم (الدوري الثانوي) (الإنجليزية)